# Романова Одарка Володимирівна
Ода́рка Володи́мирівна Рома́нова (псевдоніми: Одарка, О. Романенко; 18 березня 1853, Сальне Ніжинський повіт — 14 квітня 1922, Китаїв) — українська письменниця кінця XIX ст. — початку ХХ ст.. Також поетеса-пісенник, учасниця літературного гуртка «Плеяда». Належала до громадівського кола Лисенків, Косачів та Старицьких. Мати міністра юстиції Олексія Романова.

## Життєпис
Народилася Одарка Романова 18 березня 1853 року в селі Сальне Галицької волості Ніжинського повіту Чернігівської губернії в інтелігентній родині, у якій дуже любили українські народні пісні. Певний час Одарка мешкала в Москві, там вона навчалася музики та співу. Захоплювалася театром, була у дружніх стосунках з Марією Заньковецькою, оскільки доводилась їй племінницею. Була також у близьких взаєминах з родинами Старицьких, Лисенків, Косачів. Одарка Романова належала до українських товариств, проте особливою активністю не відзначилася. ЇЇ син Олексій Романов, хоча й визнавав себе українцем, проте будучи міністром юстиції в уряді України часів гетьмана Скоропадського, гостро виступав проти введення української мови в уряді, навіть називав її собачою.
Жила у своєму селі на Чернігівщині, а з 1907 року в Києві, пізніше — у передмісті Києва Китаєві, де 14 квітня 1922 р. померла.

## Творчість
Друкувалася з 1887 у журналах: «Зоря», «ЛНВ», у альманахах: «З-над хмар і долин», «Розвага», «Нова Рада», «Українська Муза» та ін. Авторка збірки «Пісні, думки, легенди» (1896), казок, серед інших у журналі «Дзвінок» (з 1895). Інші збірки «Пан та Чабан», «Сватання Мороза» тощо.
Має досить багатий творчий доробок, що включає балади, поетичні казки, ліричні пісні, публіцистичні статті, кілька збірок оповідань. Її поезії пройняті щирим співчуттям до людей праці. Активно розробляла фольклорні мотиви не лише українські, а й світові, у таких творах як «Перемет та Переметиха», «Народна легенда», «Лінг — Лун. Китайська легенда». Успішно працювала в сфері пісенно-музичних форм: «Колисанка», «Симфонія», «Баркарола» та інші. Її поетичні твори близькі до українських народних пісень. Наприклад, «Де ти?», «З пісень молодості».
Характерною рисою її поезій є музичність. Микола Лисенко написав музику до її віршів «Літня ніч», «Де ти?», ці пісні стали популярними в народі. Її пісня «Нічко лукавая» — мрійлива, з тонким переживанням людської душі, чутливої до краси, схильної до філософської думки про сенс життя, увійшла до репертуарів багатьох українських музичних колективів.